# Västansjö
Västansjö este o arie protejată (arie specială de conservare — SAC, sit de importanță comunitară — SCI) din Suedia întinsă pe o suprafață de 51,1 ha, integral pe uscat.

## Localizare
Centrul sitului Västansjö este situat la coordonatele 62°11′05″N 14°53′37″E / 62.1848°N 14.8937°E.

## Înființare
Situl Västansjö a fost declarat sit de importanță comunitară în mai 2006 pentru a proteja 2 specii de animale. Situl a fost protejat și ca arie specială de conservare în ianuarie 2014.

## Biodiversitate
Situată în ecoregiunea boreală, aria protejată conține 2 habitate naturale: Taiga vestică, Mlaștini turboase de tranziție și turbării mișcătoare.
La baza desemnării sitului se află mai multe specii protejate de  nevertebrate (2): Stephanopachys linearis, Stephanopachys substriatus.